# Північна армія (Японська імперія)
Північна армія (яп. 北部軍) — територіально-адміністративна одиниця японської імператорської армії, що відповідала за оборону та підтримку порядку на острові Хокайдо та префектурі Карафуто. Дана структура була створена 2 грудня 1940 року.
11 лютого 1943 армія отримала назву Північний армійський район (яп.西部軍管区), а 10 березня 1944 на її базі розгорнули 5-й фронт. 1 лютого 1945 року Північний армійський район було створено знову як адміністративну структуру.

## Список командного складу

### Командувачі
|   | ім'я                                | З             | По              |
| - | ----------------------------------- | ------------- | --------------- |
| 1 | Генерал-лейтенант Кісабуро Хамамото | 2 грудня 1940 | 1 серпня 1942   |
| 2 | Генерал Кіітиро Хігуті              | 1 серпня 1942 | 10 березня 1944 |
| 3 | Генерал Кіітиро Хігуті              | 1 лютого 1945 | 1 грудня 1945   |

### Начальники штабу
|   | Ім'я                               | З             | По              |
| - | ---------------------------------- | ------------- | --------------- |
| 1 | Генерал-лейтенант Мацудзіро Кімура | 2 грудня 1940 | 10 березня 1944 |